# Suore francescane di Oldenburg
Le Suore Francescane di Oldenburg (in inglese Sisters of St. Francis of Oldenburg; sigla O.S.F.) sono un istituto religioso femminile di diritto pontificio.

## Storia
La congregazione sorse per iniziativa del sacerdote Francis Joseph Rudolf, parroco di Oldenburg, nell'Indiana, per l'insegnamento nelle scuole parrocchiali: da un convento di Vienna riuscì a far giungere una religiosa francescana, Theresia Hackelmeier, che nel 1851 diede inizio all'istituto.
Maurice de Saint Palais, vescovo di Vincennes, diede l'approvazione alle costituzioni dell'istituto nel 1877.
La congregazione è aggregata all'ordine dei frati minori dal 25 novembre 1893. La Santa Sede approvò le sue costituzionitemporaneamente nel 1891 e definitivamente nel 1889.

## Attività e diffusione
Le suore si dedicano all'istruzione della gioventù, all'educazione di poveri e orfani, al lavoro nelle parrocchie, alle opere sociali e all'adorazione perpetua.
La sede generalizia è a Oldenburg, in Indiana.
Alla fine del 2015 l'istituto contava 199 religiose e una sola casa.